# Luik (schip)

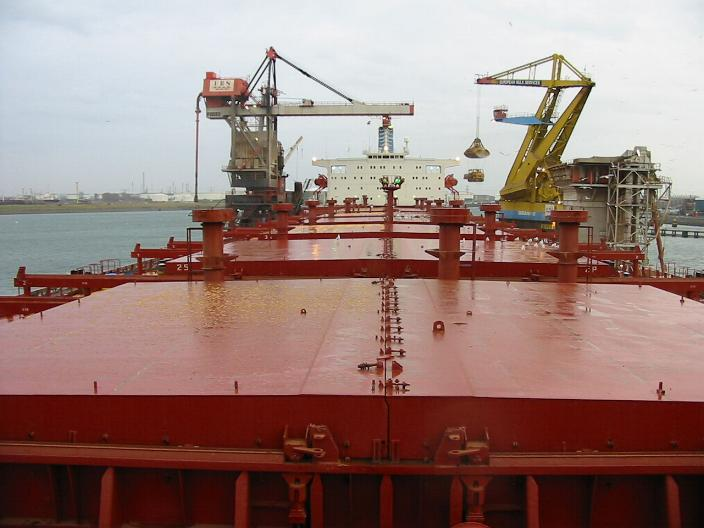
De luikdeksels van de bulkcarrier Zaira

Een luik is een onderdeel van de luikenkap, waarmee een laadruim wordt afgesloten, een scheepsluik.
In de zeevaart zijn de luiken veel zwaarder uitgevoerd dan in de binnenvaart, omdat er veel meer water overheen kan komen.
In de zeevaart zijn de luiken van staal en worden ze veelal elektrisch of hydraulisch aangedreven, waarbij MacGregor-patent bekend is. De kustvaart maakt wel gebruik van luikenwagens. Op containerschepen zijn de luikdeksel veelal niet te bedienen en worden ze door de containerkraan van het ruim gehaald.
In de huidige binnenvaart zijn de luiken van aluminium en zijn ze schuifbaar of met een elektrische luikenwagen stapelbaar.

## Friese kap

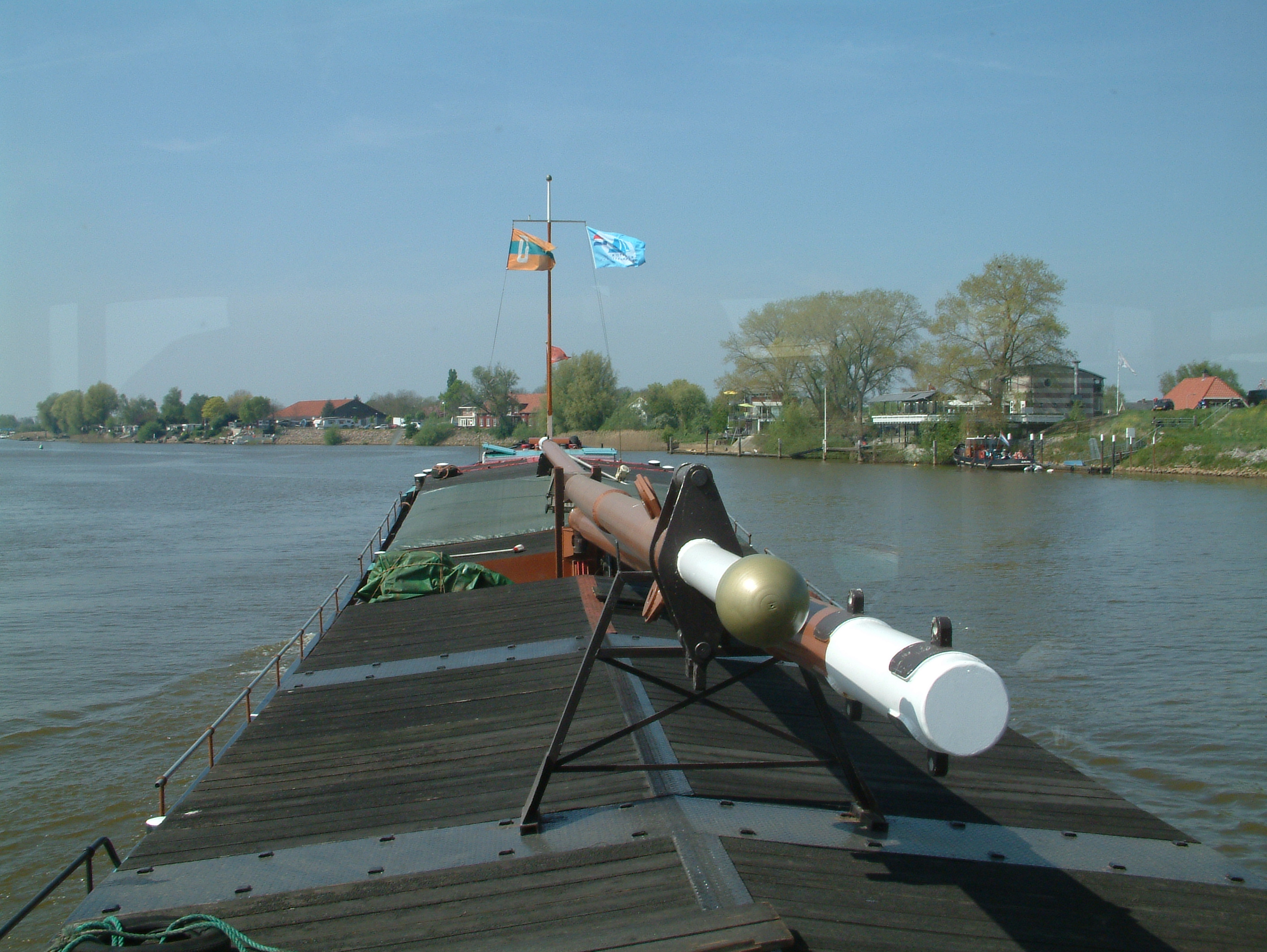
Friese kap van de Terra Nova

De Friese kap is een luikenkap van een binnenschip. De kap bestaat uit losse luiken, die in de houten uitvoering van ruw ongeschaafd hout waren, meestal 32 mm dik. Ze rustten op de den en de merkels, en in het midden op de scheerbalk door onder de scheerbalkkap te schuiven. Het hout werd soms eerst een poosje in de gasolie geweekt om de planken minder snel te laten scheuren.

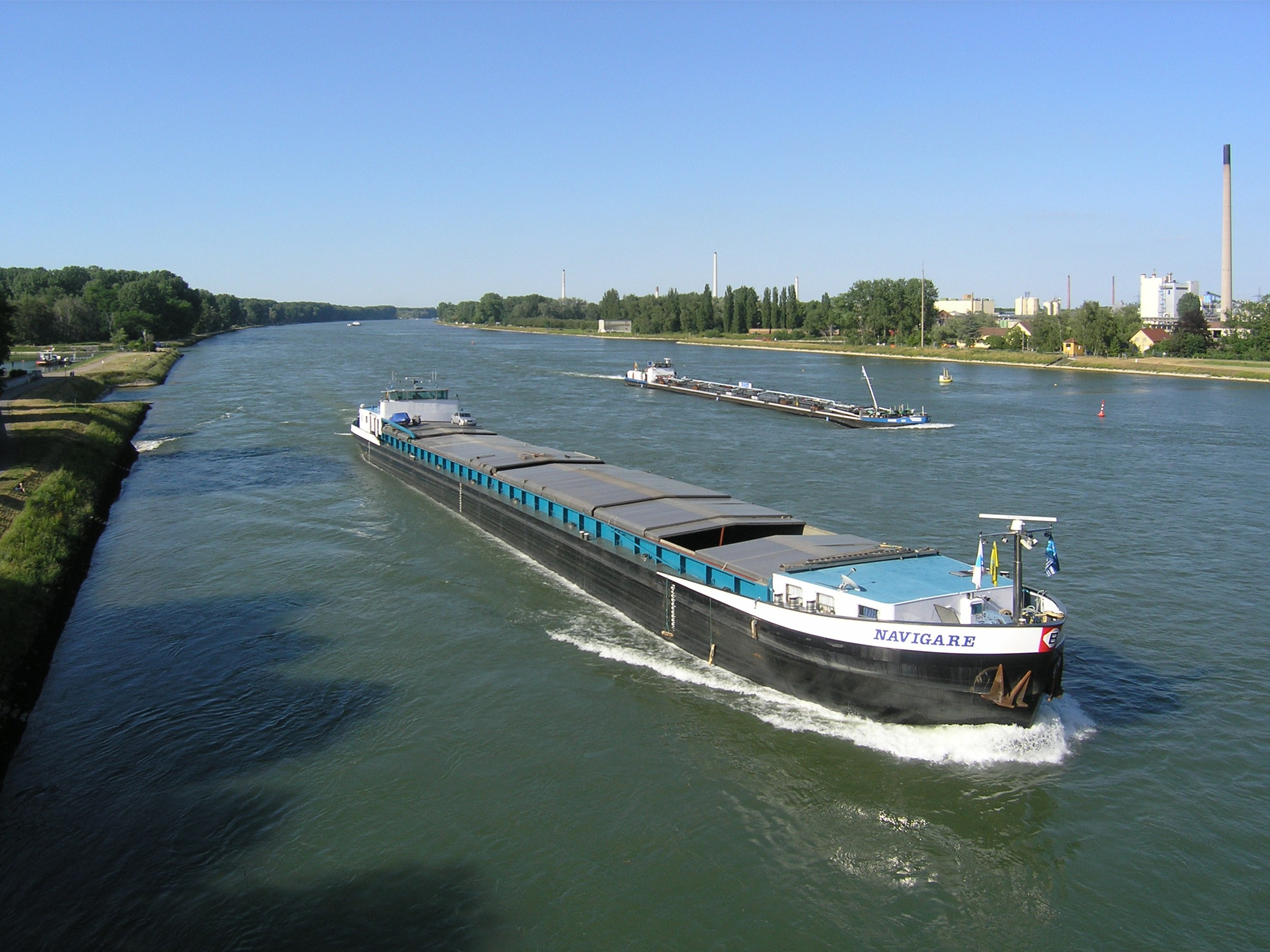
Luikenkap met gladde schuifluiken

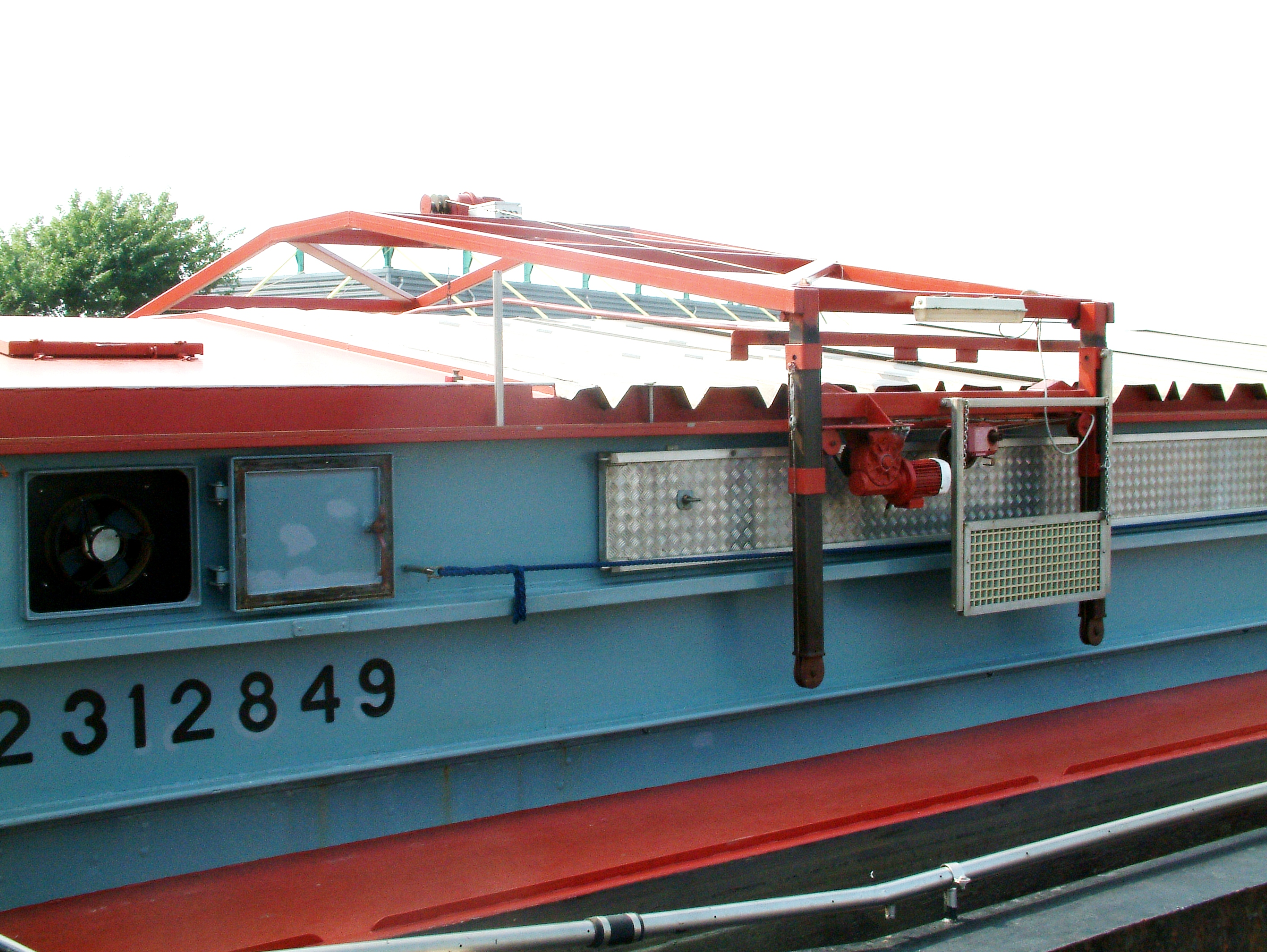
Luikenwagen met Merkelgatluiken

Die houten Friese kap heeft zijn tijd gehad. Het open en dichtleggen kost te veel tijd en er moet altijd over de luiken worden gelopen als met een luikenhaakje de luiken worden verplaatst. Bij het lopen over de luiken bestaat gevaar voor vallen en bovendien voor beschadiging van de presennings tussen de planken.
Bij de moderne variant beslaat het luik de volle breedte van het ruim, is van aluminium en bestaat in diverse uitvoeringen:
- Losse luiken in combinatie met een hydraulische of elektrische luikenwagen. De luikenwagen en de luiken nemen samen weinig plaats in op het schip. De luiken hebben vaak een stapelhoogte van niet meer dan 5 cm. Een geoefende schipper legt bovendien zo’n kap gemakkelijk alleen open en dicht.
- Losse luiken in combinatie met een hydraulische of elektrische luikenwagen, volgens het Derkiena patent. Deze luiken zijn inschuifbaar. Daardoor steken de luiken niet langer uit over de den. Zo blijft er meer ruimte over in het gangboord en kan gemakkelijker worden voldaan aan de huidige veiligheidsvoorschriften.
- Schuifluiken lopen op wielen en zijn daardoor gemakkelijk te verplaatsen. Door per luik de verticale hoogte verschillend te maken passen ze ingeschoven boven elkaar en nemen niet meer ruimte in beslag dan van één enkel luik. Schuifluiken van een zelfdragende damwandconstructie besparen nog meer op gewicht en zijn daarbij even sterk. Bij schuifluiken is geen luikenwagen nodig.
- Aluminium stapelluiken zijn weer luiken van een zwaarder type. Elk luik is tegenwoordig rijd- en stapelbaar.

De meeste luikenwagens van tegenwoordig hebben vierwielaandrijving en zijn standaard uitgerust met een kabelhaspel, een staplateau, een TL- en halogeenverlichting en een hydraulisch systeem voor het inpikken van de luiken met een sensor.

## Constructie van de houten luiken

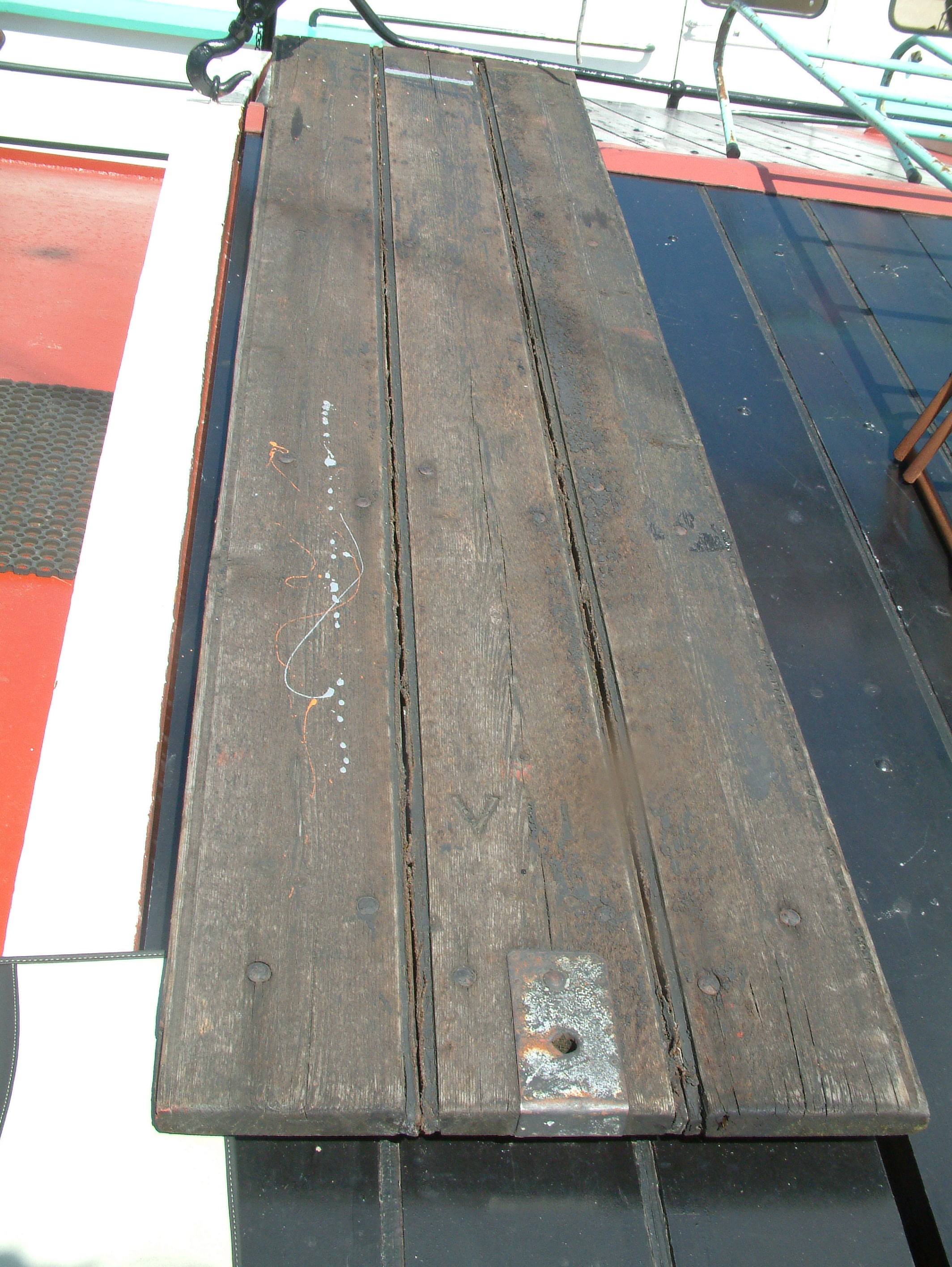
Scheepsluik van een oud binnenschip

De planken van houten luiken worden met de kern naar boven met luikenboutjes op klampen gemonteerd. De timmerman zegt: "Het hart van de boom moet het licht zien". De planken trekken onder invloed van de zon altijd krom en op die manier komen ze bol te staan. Op planken die hol liggen, schotelen, worden de dekkleden stuk gelopen. De onderste klamp hoort van slijtvaster hout, bijvoorbeeld eikenhout, te zijn. 
Om te voorkomen dat water tussen de planken van een luikt doorloopt, wordt in de sponningen tussen de planken met kopspijkertjes presenningband getimmerd, met daaronder oliepapier. Door dat papier druipt de voor het behoud van de presennings aangebrachte bruine teer niet in de lading. In het presenningband wordt bij het vastspijkeren een golfje gezet, om uitzetten bij het nat worden en krimpen bij het drogen van het hout te compenseren.
De sponning voor het presenningband tussen de planken moet zo diep zijn, dat het daarin aangebrachte band niet boven de planken uitsteekt. Het band gaat anders kapot als over de luiken wordt gelopen of als de luiken bij het laden en lossen worden gestapeld.
In de buitenste planken van het houten luik zit aan de onderkant een holletje om te voorkomen dat het overkomend of regenwater aan het luik blijft plakken en in de lading kan lopen. Door het holletje valt het water in de merkels.

## Verzegelkleppen en -pennen
Om te voorkomen dat onbevoegden toegang hebben tot de lading worden de luiken verzegeld. In het internationale vervoer volgens het Reglement douanesluiting Rijnschepen met bijbehorende schetstekeningen. Bij het gebruik van verzegelkleppen of verzegelpennen wordt door de ogen op de den een verzegelroede gestoken, die aan het uiteinde met een loodje wordt verzegeld.

Verzegelingen
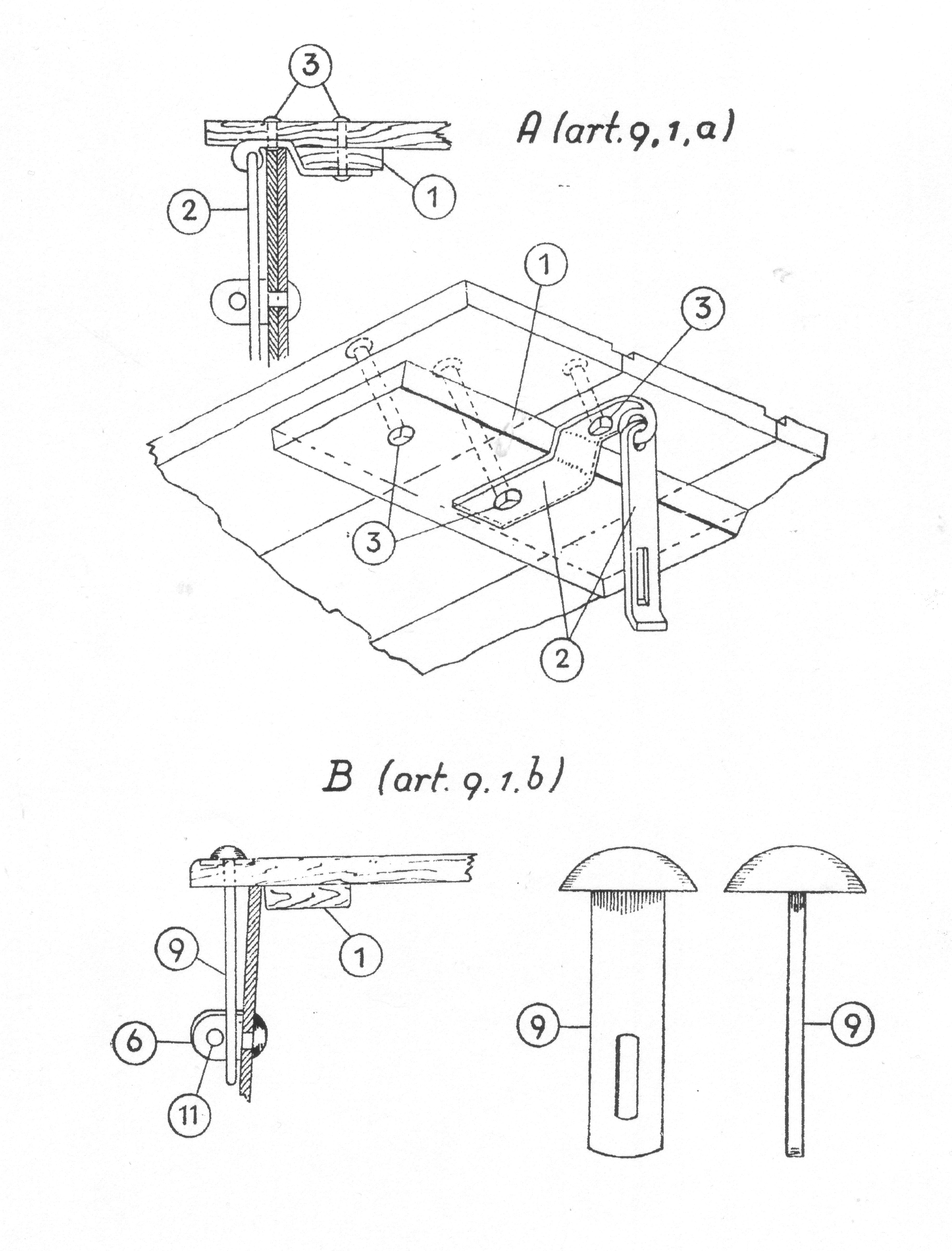
Schets uit het Reglement
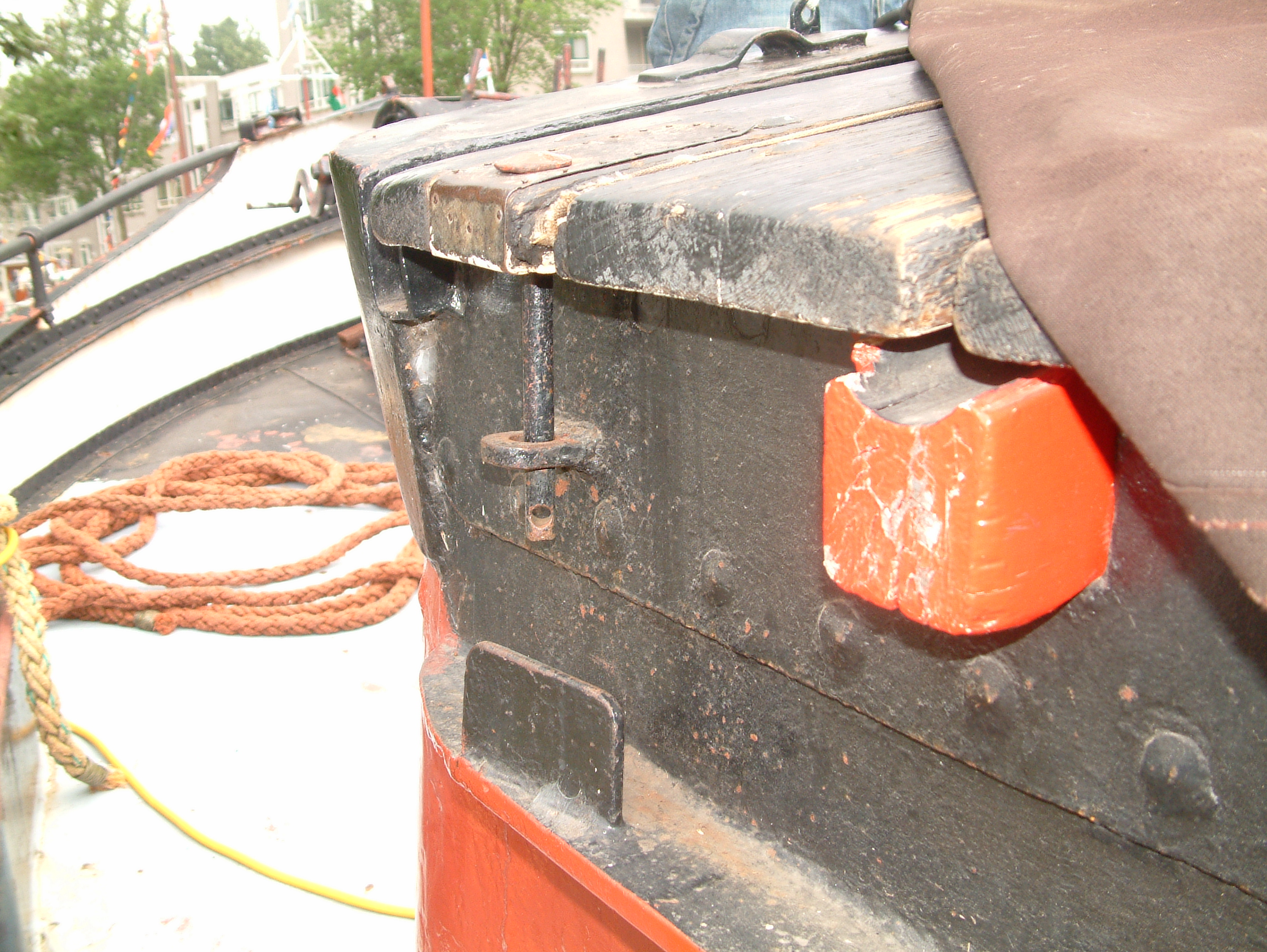
Verzegelpen
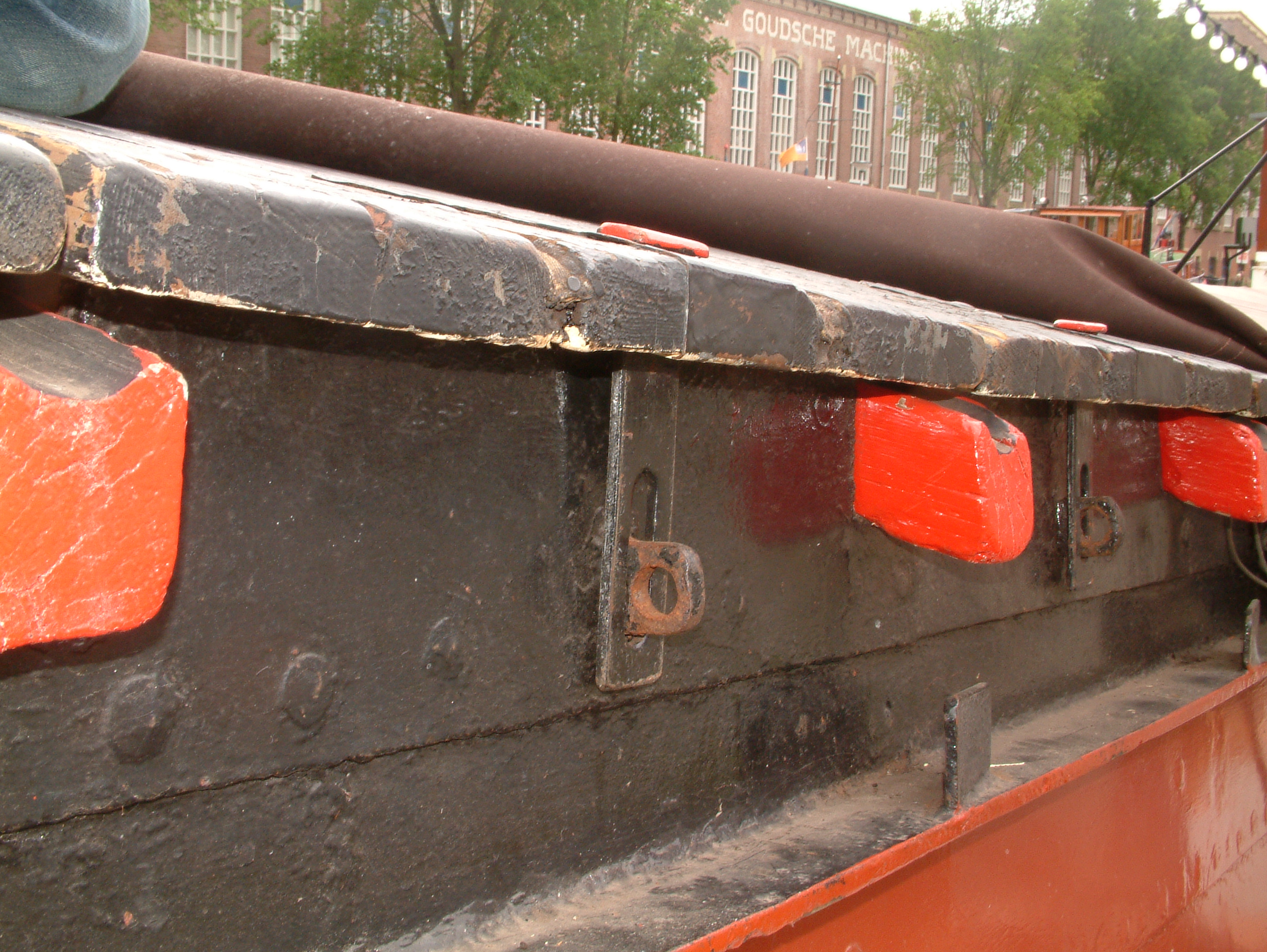
Verzegelklep
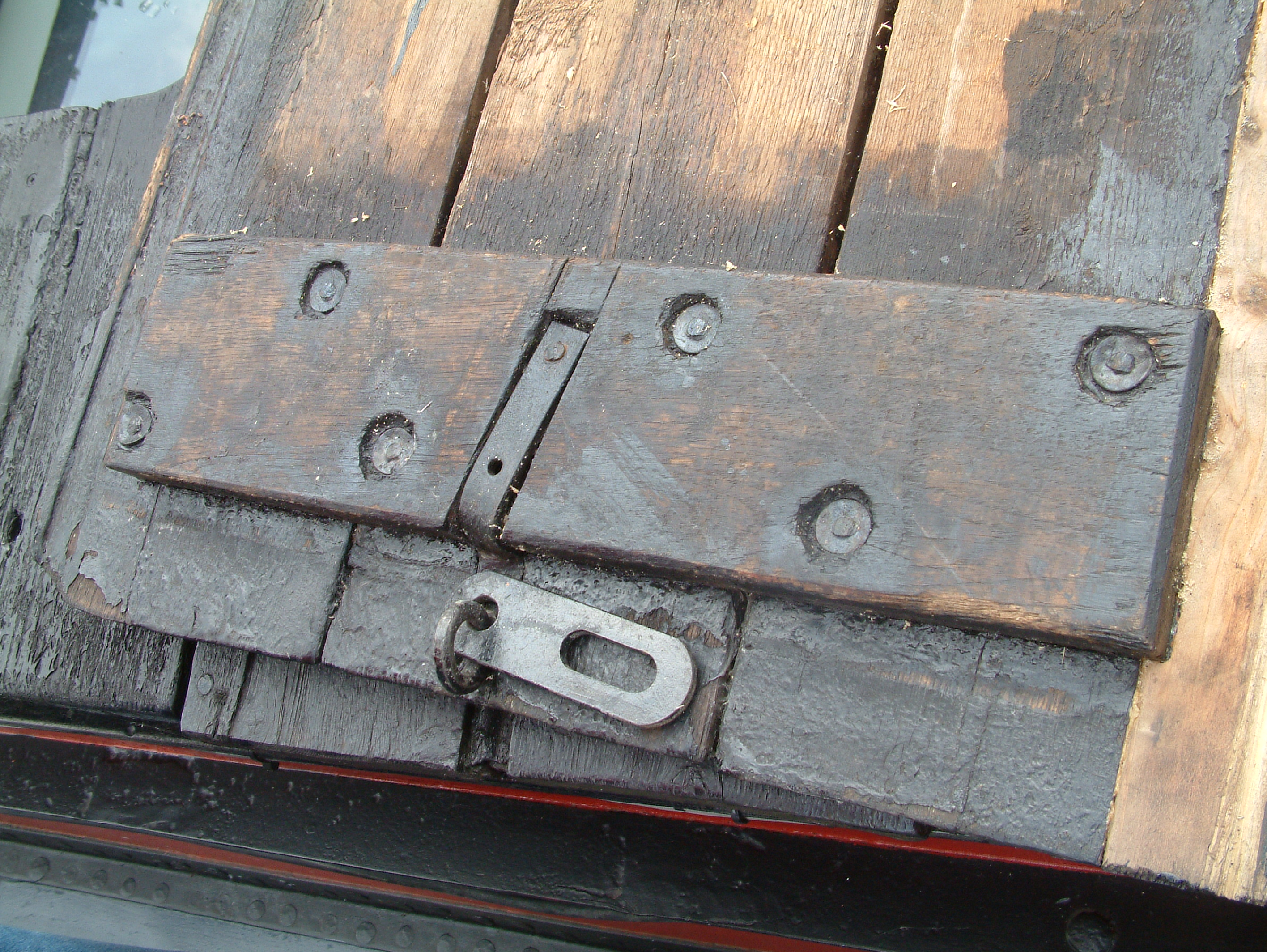
Verzegelklep met losse lip